# Архиепархия Мехико

Герб архиепархии Мехико

Архиепа́рхия Ме́хико (лат. Archidioecesis Mexicana) — архиепархия Римско-католической церкви с центром в городе Мехико, Мексика. В митрополию Мехико входят епархии Атлакомулько, Куэрнаваки и Толуки. Кафедральным собором архиепархии Мехико является церковь Успения Пресвятой Девы Марии. В Мехико также находится базилика Божией Матери Гваделупской, являющаяся известным мексиканским паломническим центром. В настоящее время ординарием архиепархии Мехико является кардинал Карлос Агиар Ретес.

## История
2 сентября 1530 года Римский папа Климент VII издал буллу Sacri Apostolorum ministerio, которой учредил епархию Мехико, выделив её из епархии Тлахкалы (сегодня — Архиепархия Пуэблы). 
Первый епископ Мехико францисканец Хуан де Сумаррага основал в Мехико первую типографию в Америке, первый университет на континенте Санта-Крус де Тлателолько и Папский университет Мексики, который был торжественно открыт 21 сентября 1551 года. 12 февраля 1546 года епархия Мехико была возведена в ранг архиепархии, и Хуан де Сумаррага стал первым мексиканским архиепископом.
11 августа 1536 года епархия Мехико передала часть своей территории новой епархии Мичикоана (сегодня — Архиепархия Морелии).
В следующие годы архиепархия Мехико передала часть своей территории новым церковным структурам:
- 26 января 1836 года — епархиям Керетаро и Тулансинго;
- 16 марта 1836 года — епархии Чилапы (сегодня — Епархия Чильпансинго-Чилапы);
- 12 марта 1870 года — епархии Сьюдад-Виктории-Тамаулипаса (сегодня — Епархия Тампико);
- 20 января 1874 года — апостольскому викариату Нижней Калифорнии (сегодня — Архиепархия Тихуаны);
- 23 июня 1891 года — епархии Куэрнаваки;
- 4 июня 1950 года — епархии Толуки;
- 23 мая 1959 года — епархии Тласкалы;
- 30 апреля 1960 года — епархии Тешкоко;
- 27 февраля 1961 года — епархии Тулы;
- 3 января 1964 года — епархии Тлальнепантлы.

## Ординарии архиепархии
- архиепископ Хуан де Сумаррага (20.08.1530 — 3.06.1548);
- архиепископ Alfonso de Montufar (5.10.1551 — 7.03.1572);
- архиепископ Педро Мойя де Контрерас (17.06.1573 — 7.12.1591);
- архиепископ Alonso Hernández de Bonilla (22.05.1592 — 1600);
- архиепископ García de Santa María Mendoza y Zúñiga (6.12.1600 — 5.10.1606);
- архиепископ Гарсия Герра (29.10.1607 — 22.02.1612);
- архиепископ Juan Pérez de la Serna (18.01.1613 — 19.07.1627);
- архиепископ Francisco de Manso Zuñiga y Sola (9.08.1627 — 20.07.1634);
  - Sede vacante (1634—1639);
- архиепископ Feliciano de la Vega Padilla (22.03.1639 — декабрь 1640);
- архиепископ Juan de Mañozca y Zamora (14.06.1643 — 12.12.1650);
- архиепископ Marcelo Lopez de Azcona (29.04.1652 — 10.11.1654);
- архиепископ Mateo de Sagade (Lazo de) Bugueiro (19.09.1655 — 1662);
- архиепископ Juan Alonso de Cuevas y Dávalos (28.04.1664 — 2.09.1665);
- архиепископ Marcos Ramírez de Prado y Ovando (15.12.1666 — 14.05.1667);
- архиепископ Пайо Энрикес де Рибера (17.09.1668 — 30.06.1681);
- архиепископ Francisco de Aguiar y Seijas y Ulloa (1680 — 14.08.1698);
- архиепископ Juan de Ortega Cano Montañez y Patiño (1699 — 16.12.1708);
- архиепископ José Pérez de Lanciego Eguiluz y Mirafuentes (21.03.1714 — 25.01.1728);
- архиепископ Manuel José de Hendaya y Haro (1728 — 5.10.1729);
- архиепископ Хуан Антонио де Висаррон-и-Эгиаррета (24.07.1730 — 25.01.1747);
- архиепископ Мануэль Хосе Рубио-и-Салинас (29.01.1748 — 3.07.1765);
- архиепископ Франсиско Антонио де Лоренсана-и-Бутрон (14 апреля 1766 — 27 января 1772), назначен архиепископом Толедо и примасом Испании; кардинал с 30 марта 1789 года;
- архиепископ Алонсо Нуньес-де-Аро (30.03.1772 — 26.05.1800);
- архиепископ Francisco Javier de Lizana y Beaumont (24.05.1802 — 1.01.1815);
- архиепископ Pedro José de Fonte y Hernández Miravete (4.09.1815 — 15.11.1837);
- архиепископ Manuel Posada y Garduño (23.12.1839 — 30.04.1846);
- архиепископ José Lázaro de la Garza y Ballesteros (20.09.1850 — 11.03.1862);
- архиепископ Pelagio Antonio de Labastida y Dávalos (18.03.1863 — 4.02.1891);
- архиепископ Próspero María Alarcón y Sánchez de la Barquera (17.12.1891 — 30.03.1908);
- архиепископ José Mora y del Río (27.11.1908 — 22.04.1928);
- архиепископ Pascual Díaz y Barreto (25.06.1929 — 19.05.1936);
- архиепископ Luis María Martínez y Rodríguez (20.02.1937 — 28.06.1956);
- кардинал Мигель Дарио Миранда-и-Гомес (28.06.1956 — 19.07.1977);
- кардинал Эрнесто Коррипио-и-Аумада (19.07.1977 — 29.09.1994);
- кардинал Норберто Ривера Каррера (13.06.1995 — 7.12.2017);
- кардинал Карлос Агиар Ретес (7.12.2017 — н. в.)

## Источник
- Annuario Pontificio, Libreria Editrice Vaticana, Città del Vaticano, 2003, ISBN 88-209-7422-3